# QV66
QV66 er graven af Nefertari, som var gift med Ramses II, i Dronningernes dal. Den blev opdaget af Ernesto Schiaparelli (direktør for det egyptiske museum, Museo Egizio i Torino) i 1904. Det kaldes Det Sixtinske Kapel i Det gamle Egypten.
- Wikimedia Commons har flere filer relateret til QV66

25°44′N 32°36′Ø / 25.73°N 32.6°Ø